# Бальтазар, Марсель

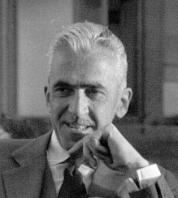
Марсель Бальтазар

Марсель Бальтазар (Marcel Baltazard, 13 февраля 1908 — 1 сентября 1971) — французский врач и исследователь в области медицины. Работал в Институте Пастера в Тегеране (Иран) и в Пастеровском институте в Париже. Известный эпидемиолог.

## Биография
Марсель Бальтазар родился 13 февраля 1908 г. в Вердене, провинция Мез, во Франции.
Известен своими работами по эпидемиологии чумы и бешенства. Был директором Института Пастера в Иране с 1946 по 1961 год. Затем работал руководителем эпидемиологической службы в Институте Пастера в Париже.
После окончания средней школы в Вердене в 1924 г. Марсель Бальтазар начал изучать медицину в Париже и решил стать практикующим врачом.
В 1928 г. друг Марселя Бальтазара, К. Депорт (C. Desportes), предложил ему присоединиться к своей работе в лаборатории Эмиля Брюмпта, на медицинском факультете в Париже, где М.Бальтазар и получил позицию ассистента в 1931 г.
В июне 1932 Жорж Блан (Georges Blanc), которому Эмиль Ру (Emile Roux) доверил основать Института Пастера в Марокко предложил М. Бальтазару подготовить докторскую диссертацию по изучению очага бильгарциоза в Марракеше. С декабря 1932 по май 1933 М. Балтазар изучал риккетсиозы (в том числе сыпной тиф) в лаборатории паразитологии на медицинском факультете в Париже. В это время он изучает микробиологические методики в лаборатории Рене Легру (René Legroux) в Институте Пастера и представляет свою докторскую диссертацию «К изучению мочеполового бильгарциоза в Марокко».
В дальнейшем М. Бальтазар вновь вернулся к работе с Жоржем Бланом в Институте Пастера в Касабланке, где исследовал передачу тифа, содоку, спирохетозов, возвратной лихорадки. В 1935 году получил премию Депорта от Французской Академии наук.
В 1937 году Жорж Блан и М. Балтазар создали новую вакцину против тифа, используя экскременты блох содержащие возбудителей эндемического сыпного тифа (риккетсий R. mooseri).
С 1942 по 1945 год принимал участие в военных действиях в Италии, Франции и Германии как главный врач первого отряда Марокканских стрелков (Moroccan Tabors-Goums).
Вернувшись в Марокко в 1945 г., он был направлен Рене Легру (René Legroux) для временной работы в Институте Пастера в Иране. Здесь он подготовил новый контракт с иранским правительством, который и был подписан от имени Института Пастера Л.-П. Валери-Радо, Р. Легру и А. Лакассанем.
В 1946 он становится директором Института Пастера в Иране, где серьезно перестраивает и само здание, и научную структуру. Здесь он, при поддержке ВОЗ и ЮНИСЕФ, организует общенациональную кампанию по вакцинации против оспы и туберкулеза. Сотрудничает с французскими, американскими и советскими исследовательскими институтами, и также основывает сельскохозяйственную колонию — реабилитационный центр для больных проказой.

В 1947 году он исследует вспышку чумы в сельскохозяйственных районах Курдистана, возникшую в отсутствие в данной высокогорной местности крыс. Его исследования показывают постоянное присутствие чумной инвазии в данных очагах и важную роль в поддержании в очаге инвазии грызунов с высокой устойчивостью к чуме. Он приходит к выводу о том, что настоящих хозяев, играющих роль резервуара чумы в этих очагах, следует искать не среди чувствительных видов, уже почти истребленных данной инфекцией, но среди почти устойчивых форм, переживающих вспышки болезни. Для проверки этой гипотезы ВОЗ вместе с Институтом Пастера в Иране учредил специальную исследовательскую программу.
В 1950 г. М.Бальтазар был назначен экспертом ВОЗ по бешенству. Он разработал программу тестирования в США новой сыворотки против бешенства (позднее названной гипериммунной). Эти предложения заложили новые пути использования иммунизации против бешенства.
В 1954 году Французская Академия наук наградила М.Бальтазара Премией Беллиона. В 1956 г. он стал членом экспертной комиссии ВОЗ по чуме plague.
В 1958 году М. Бальтазар покинул Институт Пастера в Иране, оставаясь советником своего иранского коллеги М Годси (M. Ghodsi) вплоть до 1966. В 1961 он был избран членом-корреспондентом Академии медицины в Париже.
Работая с 1966 годы в Институте Пастера в Париже, он оставался в постоянном контакте с иранскими коллегами, также как и с ВОЗ, coветскими и американскими исследователями.
В 1968 г. М.Бальтазар становится главой департамента в новой медицинской службе эпидемиологии трансмиссивных заболеваний и занимается одновременно исследованиями и обучением студентов. Им были организованы эпидемиологические курсы. В это время он продолжает исследования по ранее начатым программам в Бразилии, Перу, Бирме и Мавритании, с перспективой расширения этих программ на другие страны.
М.Бальтазар скончался в Париже 1 сентября 1971.

## Дополнительная деятельность
- Член экспертного комитета ВОЗ по бешенству (1950—1957)
- Член экспертного комитета ВОЗ по чуме (1956)
- Член-корреспондент Академии медицины (1961)

## Издания
- 1. «Marcel Baltazard (1908—1971) — biographical sketch». Institut Pasteur. Archived from the original on 6 November 2011. Retrieved 6 November 2011.
- 2. Mainbourg, Jean (15 November 2008). «Marcel Baltazard, un pasteurien contre la peste» (in French). La Revue du praticien. Archived from the original on 6 November 2011. Retrieved 6 November 2011.
- «Le Docteur Marcel Baltazard (1908—1971)» (in French).

## Дипломы
- Physique-Chimie-Sciences naturelles (1925).
- Doctorat de médecine (1932).
- Diplôme de l’Institut de médecine coloniale (1932).